# Simontornya

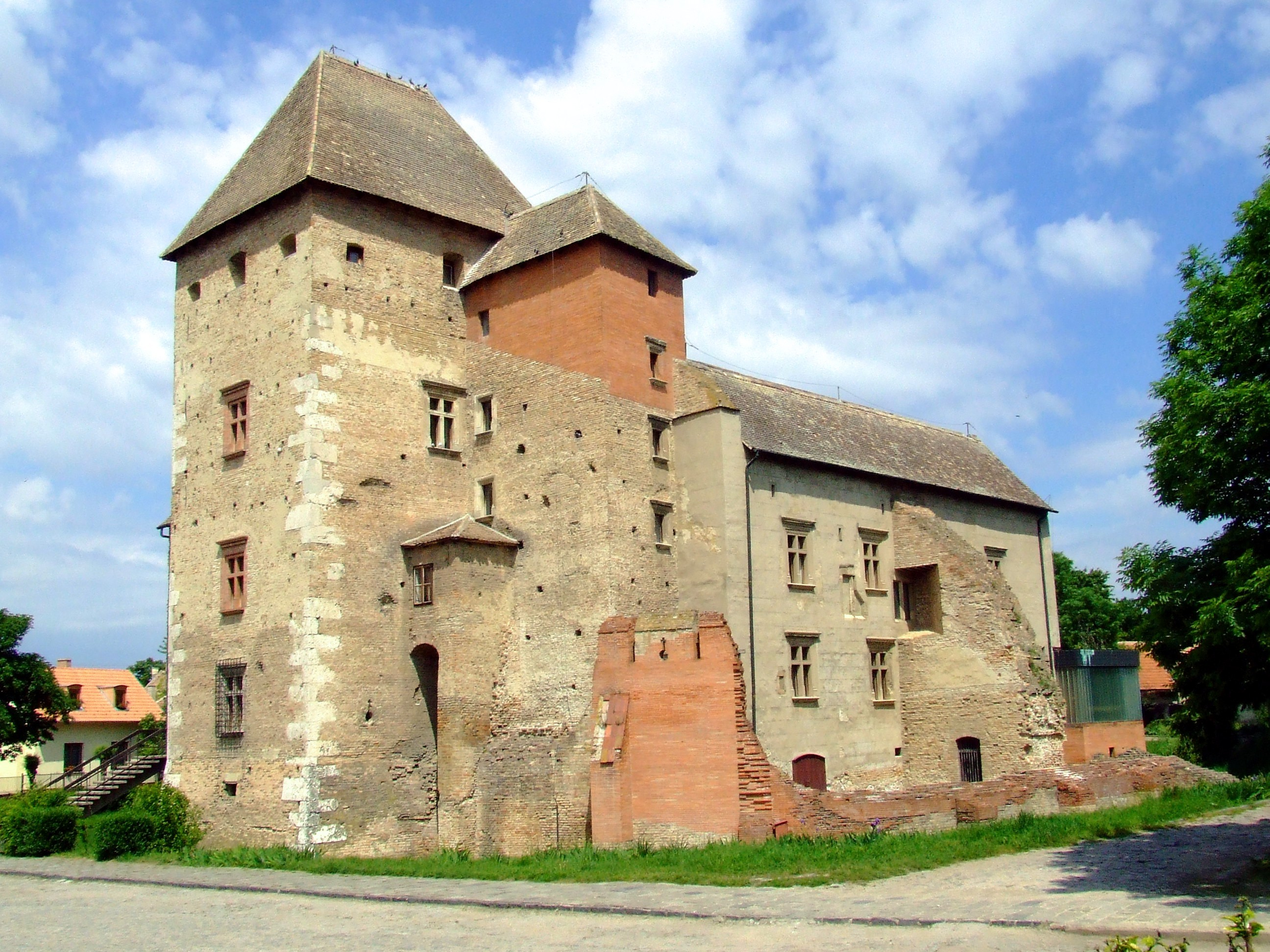
Kasteel van Simontornya

Simontornya (Duits: Simonsturm)  is een plaats (város) en gemeente in het Hongaarse comitaat Tolna. Simontornya telt 4608 inwoners (2001).
Simontornya ligt centraal in Hongarije aan de voet van de beginnende heuvels van het zuidelijk gelegen Mecsekgebergte en heeft nu 4950 inwoners. De stad vindt zijn oorsprong in de 4e eeuw, dat blijkt uit opgravingen uit de Keltisch en Romeinse tijd. De stad is genoemd naar de door Salamons zoon Simon - in 1280 - gebouwde en versterkte woontoren (tornya). Een van de bewoners was Palatine Laslo Garai die samen met een aantal ander families een samenzwering opzette tegen koning Mathias. De toenmalige woontoren werd uitgebouwd tot paleis in de Renaissance stijl en was in 1509 af. Het dorp ligt op een kruising van wegen, naar het oosten richting Donau, naar het zuiden richting Pécs, het westen naar de Adriatische zee en het noorden naar Wenen. Op de oudste landkaarten vind je het dorp terug, verwoest door de Turken in de jaren 1500, maar steeds weer herbouwd. In 1728 werd in opdracht van Keizerin Maria Theresia de 1ste steen gelegd voor de bouw van de prachtige barok kerk en het klooster. Het dorp Ozora ligt 20 km van de wijngaard en daar is een bezoek aan het kasteel van graaf Pipo Scolari de moeite waard. In Dég, een kleine 12 km van Simontornya, ligt een van de mooiste kastelen van Hongarije. Gebouwd tussen 1810-20 door graaf Festetics de Tolna, in de klassieke stijl met een prachtige Engelse tuin. Op het eilandje in het meer van het kasteel staat het “Holland Házi”, dat van origine de koestal was en later de grote zaal van de gravin. Kortom, er is voldoende te doen in de directe omgeving.

## Geboren in Simontornya
- Lajos Kalános (1932-2013), Nederlands-Hongaars cameraman